# Fimbristylis scabrisquama
Fimbristylis scabrisquama är en halvgräsart som beskrevs av Ethirajalu Govindarajalu. Fimbristylis scabrisquama ingår i släktet Fimbristylis och familjen halvgräs. Inga underarter finns listade i Catalogue of Life.